# Sarcococca zeylanica
Sarcococca zeylanica är en buxbomsväxtart som beskrevs av Henri Ernest Baillon. Sarcococca zeylanica ingår i släktet Sarcococca och familjen buxbomsväxter. Inga underarter finns listade i Catalogue of Life.